# ソフス・リー
マリウス・ソフス・リー（Marius Sophus Lie, 1842年12月17日 - 1899年2月18日）は、ノルウェーの数学者。

## 業績
リー群の開拓者として有名であるほか、クラインによる幾何学と群論との関係についての業績もあり、クラインのエルランゲン・プログラムに影響を与え、リー自身も連続群論の発展の元となっている着想を得ている 。またエンゲルと共著で変換群に関する著作を執筆した。
リー自身の手による連続群論は現代でいうリー変換群芽であり、リーは微分方程式と幾何学を利用して研究をすすめ、微分方程式などへ応用したが完成には至らず、業績も生前には認められなかった。20世紀に入ってようやく、ヘルマン・ワイルやエリ・カルタンらによって完成させられ、位相群としての性質が明らかにされることとなる。
リー群の理論は現代では数学・物理学の広い分野で応用されている。

## 略歴
- 1843年　牧師の子として生まれる。
- 1872年　クリスチャニア(現在のオスロ)大学にて学位取得し、教授に就く[1]。
- 1886年　クラインの後任としライプツィヒ大学教授に就く[1]。
- 1898年　リーのために講座が開講されたため帰国し再びクリスチャニア大学教授に就任[1]。
- 1899年　悪性腫瘍のため死去。